# Joseph Vollmer
Joseph Vollmer, reservofficer, pionjär och ingenjör. Konstruerade i Tyskland A7V, K-Wage, LK-I och LK-II under första världskriget. LK-II inköptes till Sverige 1921 och fick här benämningen stridsvagn m/21.
Han konstruerade en wheel-on-track stridsvagn KH50 åt Škodaverken 1925. Under 1928-29 kom sedan  KH60 och 1930 kom KH70. Wheel-on-track konstruktionen övergavs 1934.
Joseph Vollmer designade den första Lloyden. Namag (Bremen) byggde bilen som hade en 3685cc och en 2311cc fyrcylindrig motor. 1910-11 kom en 5520cc fyrcylindrig 50hkr bil samt en 60hkr version i produktion åren 1910-11.
I Ortenberg, Tyskland, har han fått en gata uppkallad efter sig: Joseph-Vollmer-Strasse.